# 村井多嘉子
村井 多嘉子（むらい たかこ、1880年（明治13年）7月頃 - 1960年（昭和35年）8月6日）は、20世紀前半に活動した日本の料理研究家。和洋を問わず様々な料理のレシピを発表した。旧姓は尾崎、本名は多嘉（たか）。夫の名前から、弦斎夫人（旧字：弦齋夫人）とも呼ばれる。
小説家・村井弦斎の妻であり、異例のベストセラーとなった弦斎の美食小説『食道楽』では、レシピの考案などに協力した。後世では弦斎の秘書や共同研究者といった評価もなされている。自身の著書である『弦齋夫人の料理談』は、レシピ本の走りともいわれ、21世紀に入ってからテレビ番組などで取り上げられる機会があり、100年以上を経て再刊された。また、同書は記者との対談形式になっている点にも特徴があり、その後のテレビ料理番組の構成の基礎になったとされることもある。このほか、一説には料理服である割烹着の考案者としても知られている。

## 生涯

### 生い立ち
1880年（明治13年）7月頃、母・尾崎峯子と元志士（鍋島藩）の父・尾崎宇作との間に生まれる。当時、尾崎家は火事に遭い、東京駿河台にあった親族の後藤象二郎宅に避難していた。後藤は峯子の妹・雪子の夫であり、峯子が宇作と結婚したのも後藤の縁であった。そのほか親戚には、雪子の養父に岩崎弥太郎、峯子の弟に井上竹次郎、宇作の従兄に大隈重信がいた。なお、「多嘉子」というのは通称で、戸籍名は「多嘉」もしくは「たか」である。二人の兄がおり、末っ子の多嘉子は可愛がられて育ったとされている。
父が事業を始めたことに伴って8歳から大阪で暮らし、16歳の時に東京に戻ってきてからは高輪に移った後藤宅の別棟で過ごした。後藤宅には著名人も数多く訪れ、浄瑠璃の名人や市川團十郎、尾上菊五郎らの芸を見聞きしていた。村井弦斎研究で知られる黒岩比佐子は、村井多嘉子が育った環境はけた外れに贅沢な生活であったとし、「文字通りの深窓の令嬢」と形容している。
後藤宅には西洋料理のコックがおり、コック部屋を訪ねては料理の話を聞いていた。このほか、叔母・雪子からは土佐料理も教わり、大隈邸の厨房にも出入りするなどして、優れた味覚を培った。食文化学者の江原絢子と東四柳祥子は、村井多嘉子が次々に実験的な料理を作った背景には、こうして後藤家などで一流の料理人の西洋料理に接してきた体験があると分析している。
1897年（明治30年）に後藤象二郎が死去してからは、家族とともに三田に住んだ。

### 村井弦斎との結婚と「対岳楼」での暮らし

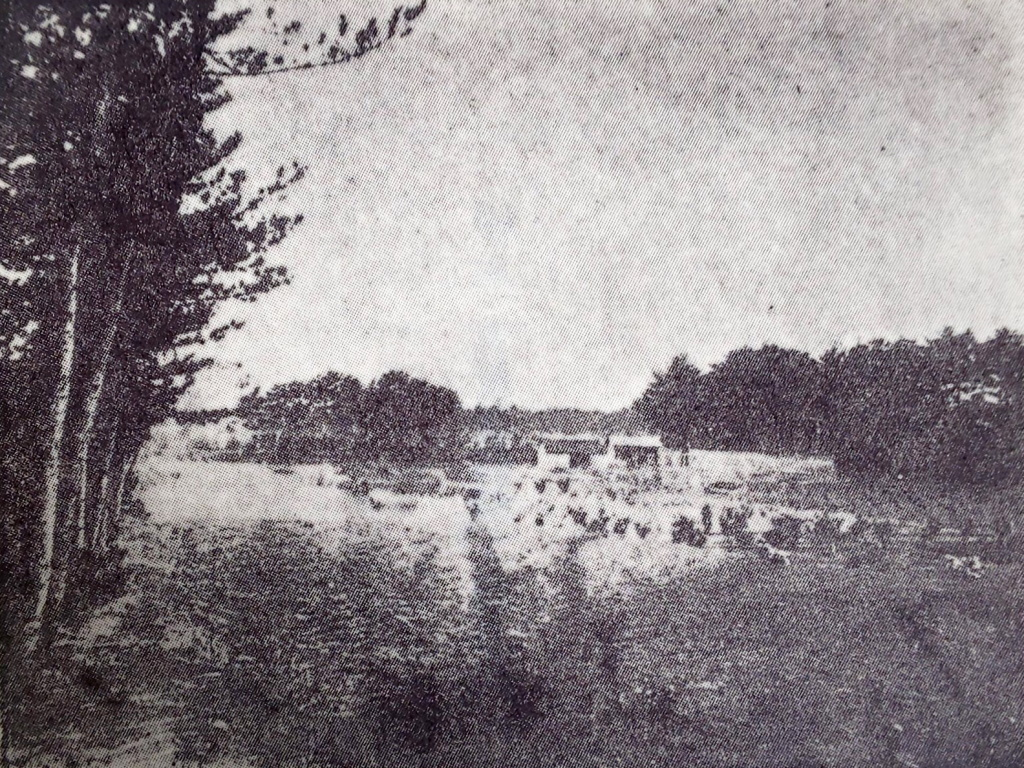
平塚の広大な邸宅「対岳楼」に設けられた野菜園

1900年（明治33年）7月5日、小説家で報知新聞社社員の村井弦斎（本名・寛）と結婚。1901年（明治34年）には、のちに登山家となる長女・村井米子が生まれている。村井夫妻はこのほか、5人の子供に恵まれた。
結婚当初、夫妻は三田に住んでいたが、結婚翌年の1901年からは神奈川県の大磯町にあった後藤家の別荘、さらに1902年（明治35年）には小田原市へと移り住んだ。この間、夫・弦斎の執筆活動に深く関わり、出版された弦斎の美食小説『食道楽』は、当時としては破格のベストセラーとなった。その印税で1904年（明治37年）に平塚市に1万6000坪余りの広大な敷地を購入し、この地に居を構えた。
平塚市の自宅は富士山がよく見え、「対岳楼」と名付けられた。家屋は大邸宅というほどではなかったが、広大な土地に果樹菜園、畜舎、花壇などを配したほか、全国から名産品が持ち込まれ、二人はともに食と健康について実験研究を行った。例えば、果樹園では桃、柿、ビワ、イチジク、梅、ザクロ、菜園では大根、キュウリ、ナス、パセリ、セロリ、レタス、アスパラガス、トマトのほかアーティチョークなどの珍しい野菜も作っており、畜舎では鶏、ウサギ、ヤギなどを育てていた。油も埼玉で絞らせたごま油、高野山のカヤ油、鹿児島の山茶花油、大島の椿油、外国から輸入したサラダ油といった具合にいろいろなものを取り寄せて試していた。
弦斎は『食道楽』で美食家として全国にその名が知られていたため、対岳楼には様々な人々の往来があり、著名な料理人などが集まって珍味を味わう食のサロン「食道楽会」も開かれた。また、村井多嘉子は、味の素やカルピスなど全国の食物関係の新作品はほとんどというほど村井家が相談を受けていたと主張している。対岳楼に訪れる多様な客人を手料理でもてなしたのが多嘉子であった。

### 料理研究家として
1906年（明治39年）には、夫の弦斎が携わっていた料理雑誌『月刊食道楽』や、弦斎が顧問となり、日本女性の独立・自立を目指して同年に創刊された雑誌『婦人世界』の創刊号で、自身が考案した料理服である割烹着を発表した。
『婦人世界』では、弦斎に代わって料理情報の提供を行い、同年の夏頃から『弦齋夫人の料理談』を連載した。この連載は、同誌の看板記事となり、翌1907年（明治40年）から1912年（明治45年）にかけて全4編の単行本として出版された。連載『弦齋夫人の料理談』の関連シリーズは、この後も『婦人世界』の定番記事として昭和まで続いた。1913年（大正2年）から1915年（大正4年）にかけては、『弦齋夫人の家庭相談』と題し、衛生・家政に関する研究や実験などの様々な知識を披露している。このほか、1906年には『婦人画報』の秋季臨時増刊号にも西洋料理法に関する記事を寄稿した。
大正時代に入ってからは、弦斎は断食や木食といった健康法を試すようになり、世間から奇異な目で見られることもあったが、多嘉子自身も断食に挑むなど最大の理解者として夫を支えた。1915年（大正4年）からは子供たちの進学に伴って夫と離れて再び東京へ移り、小石川麦町、伝通院前、池袋に住んだ。1923年（大正12年）の関東大震災の際には自宅を対策本部に提供して配給の玄米の炊き方を伝授している。
1927年（昭和2年）に弦斎が死去した後は、土地を切り売りし、料理指導を行って生計を立てた。1929年（昭和4年）に小石川で村井食道楽会を結成。村井食道楽会の立ち上げを取り上げた新聞記事では、将来的には珍味や通の食品の販売や調理を行い、同好の者と楽しむという目標を語っている。また、愛泉女学校や跡見学園といった学校で教壇に立ち、相馬黒光に請われて食品メーカー中村屋の料理や菓子の相談を受けていたこともある。
料理指導と並行して執筆活動も続け、1928年（昭和3年）から『婦人公論』で料理記事を連載するようになり、「温かくて手軽な鍋料理」「滋養のある病人料理」「季節向の野菜料理」「季節向の風変わりな酢の物料理」「パンに向く副食物」といったテーマでレシピを発表。料理雑誌『月刊食道楽』では「しつぽく鍋」や「鮭のコロッケ」など、和洋の家庭料理に関する計6件の料理研究記事を執筆した。食生活・ジェンダー学者の今井美樹によると、当時の同誌に女性の書いた記事が掲載されるのは稀なことだった。1930年（昭和5年）には『一年間のお惣菜』、1937年（昭和12年）には『栄養と経済を主としたる手軽なお弁当の作り方』を刊行している。
第二次世界大戦後は長男夫妻とともに平塚に住み、読書をしながら過ごした。1960年（昭和35年）8月6日、80歳で死去。平塚の豊田慈眼寺に眠る。

## 人物
見た目はおっとりとしていて、上品なお嬢様育ちといった雰囲気だったとされる。雑誌『月刊食道楽』の編集者は、
夫人は美しく若く柔くまだ娘気残る愛らしき奥様である。
とその印象を語っている。また、娘の村井米子によれば、若い頃は「何とか小町」と呼ばれていたこともある。ダリアと朝顔を気に入り、平塚の自宅・対岳楼の花壇で好んで育てていたという。
一方で、黒岩比佐子は、村井多嘉子は自分の能力をひけらかすことこそなかったが、教養と文才にあふれた人物だったと分析している。米子とともにレオニー・ギルモアから英語教育も受けていた。

夫の弦斎が断食による健康法を試みた後には、志願して自身も断食に挑んだ。4日間の半断食を行ったのちに7日間の本断食を決行し、この断食によって便通の改善や神経過敏の快癒といった効果があったとされている。また、1918年には自ら望んで弦斎やのちに登山家となる娘の米子らとともに御嶽山の登頂を果たしている。米子はこのときのことを振り返り、
か弱い上流婦人出身の母が、父との生活のうちに、いつか強い精神力のみでなく、体力をも身につけたのだろう。
と母をたたえている。
米子が記したところによれば、子供の教育については健康を重んじており、米子たちに剣道や乗馬を習わせたほか、庭には遊動円木や器械体操の鉄棒、矢場などを設置した。また、旧習にはとらわれなかったが、箸の使い方や言葉遣いは厳しくしつけたという。

### 夫・弦斎との関係

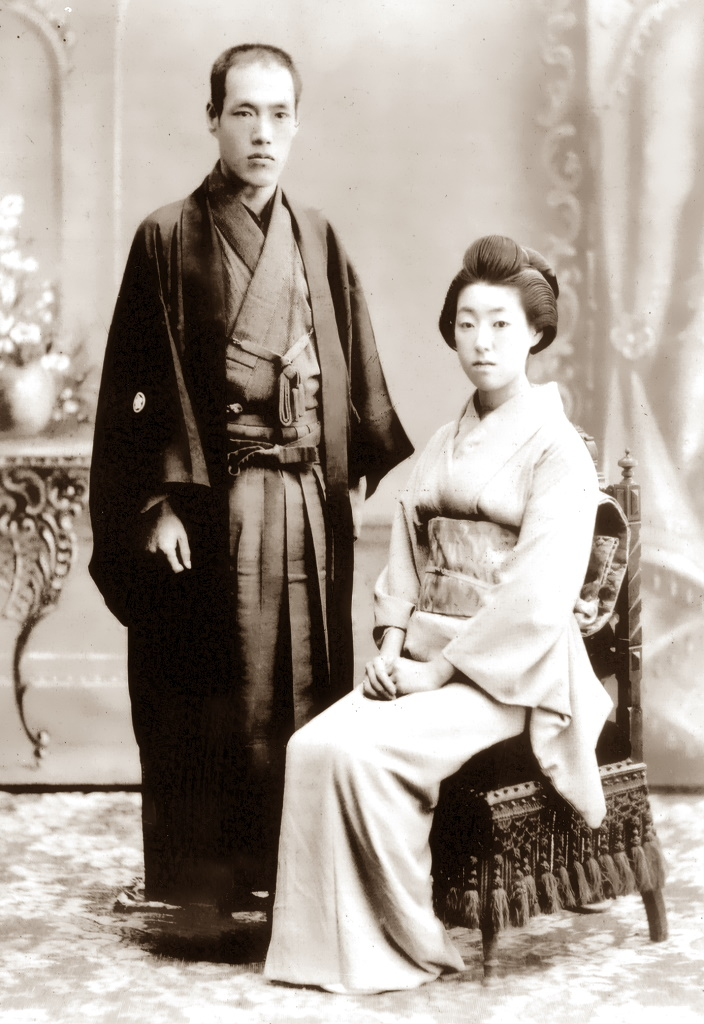
新婚時の村井多嘉子と村井弦斎

夫・弦斎は、もともと長兄のビリヤード仲間であった。二人は弦斎が報知新聞に『日の出島』（1896年連載開始）を連載している時期に出会い、1900年に結婚した。当時、満年齢で多嘉子は19歳、弦斎は36歳で、二人は17歳差だった。新婚旅行では箱根へ行き、多嘉子はこのとき初めて電車に乗ったという。当時、弦斎は自身が連載中の『日の出島』に幸福先生というキャラクターを登場させ、自分の妻には百種の趣味を与えたいという願望を語らせている。黒岩によれば、このキャラクターは幸福の絶頂にいる弦斎自身の分身であり、弦斎の多嘉子に対する想いを代弁させたものである。

夫婦仲はその子供から見てもうらやましいほどに良好だったとされる。娘の米子によれば、弦斎は自筆の文章の中で、多嘉子について、
我が家庭を幸福ならしむる夫人は、自ら称して我が理想に適ひたる妻なり、といふ程にして、飽くまでも日本婦人の美質を有する貴婦人。
と記している。また、弦斎は執筆・取材や療養などの都合で多嘉子と離れているときは毎日のように手紙を書いており、神奈川近代文学館にはそうした書簡が433通、はがきが53枚残されている。例えば、1909年に弦斎が静養先の湯河原から多嘉子に向けて送った手紙には、
夢に見しは両度なれども、心は殆ど毎日の様に御身の事を想い出し候。
と多嘉子への想いがしたためられている。

一方、弦斎の手紙の内容から多嘉子も弦斎に宛てて頻繁に手紙を書いていたことが推測できるが、2004年時点で発見されているのは2通のみである。そのうちの1通は関東大震災の十数日後のもので、
私もおかげ様で元気に暮して居りますから御安神〔ママ〕下さいませ、人間はこんなことに出逢ふとつよくなるものと見えます。
と気丈にふるまっている。多嘉子は弦斎について、
アメリカ苦学中に見聞きしてきたりして、寛〔弦斎の本名〕は家庭生活に新しい理想をもち、〔中略〕家庭を大切にしてくれました。
と語っていた。

## 業績・評価

### 『食道楽』への貢献
夫・弦斎の小説『食道楽』は、当時としては破格の10万部、シリーズ累計では50万部近くを売り上げるベストセラーとなった。同作は小説であると同時に、和・洋・中の630種の料理、食に関する知識を伝授する形で展開される料理書の一種でもあり、嫁入り道具や食通本として扱われ、美食ブームを巻き起こした。『食道楽』の執筆に多嘉子は深く関わった。
弦斎が『食道楽』を執筆したのは、多嘉子の素人離れした手料理を堪能するうち、食を中心にして近代的な家庭生活を説く実用書を思いついたためとされる。弦斎は、自分でほとんど厨房に立つことがなかったため、料理に関する実践的知識の多くを多嘉子に頼っており、レシピの考案には多嘉子が協力に当たった。小説の題材は、当初は多嘉子が作る家庭料理の中から選ばれ、その後は多嘉子の親族である大隈重信から派遣されたコックらの作る西洋料理が使われた。コックの西洋料理についても、試作品を多嘉子が家庭向けにアレンジしていた。このほか、様々な執筆活動に必要な書籍や新聞記事の収集、資料探しなども多嘉子が引き受けており、小説・エッセイの類は、記事に誤りがないかどうかすべて多嘉子がチェックしていたとされる。

弦斎自身は、こうした多嘉子の貢献について『食道楽』の続編のはしがきで、
味覚の俊秀、調味の懇篤、君は実に我家のお登和嬢たり。小説食道楽の成りしも、一半は君の功に帰せざるべからず。
と記し、同作のヒロイン・お登和になぞらえて多嘉子を称えている。
村井弦斎に傾倒し、墓前祭「弦斎忌」の実行委員長を務めていた小説家の火坂雅志は、このお登和というキャラクターは多嘉子をモデルにしたもので間違いないとし、弦斎の美食生活を支えていたのは料理の達人だった多嘉子であると評価している。また、村井弦斎研究でサントリー学芸賞を受賞した黒岩比佐子は、弦斎が多嘉子に宛てた手紙を分析し、「秘書のようでもある」と位置づけている。新人物往来社の郷土史研究賞特賞の受賞経験を持つ平塚市の郷土史研究家・丸島隆雄も、村井多嘉子を「『弦斎事務所』の優秀な秘書でもあった」としている。また、丸島は、多嘉子と弦斎は食育研究・家庭生活研究を進めていくうえで「車の両輪のような関係」だったと分析し、「弦斎夫人」との肩書は、村井多嘉子はあくまで弦斎の妻に過ぎないということを示すものではなく、これまで弦斎の名で発表されてきた数々の食に関する研究の共同研究者が村井多嘉子であったという事実を示すものとしてとらえることを提唱している。

### 著書『弦齋夫人の料理談』

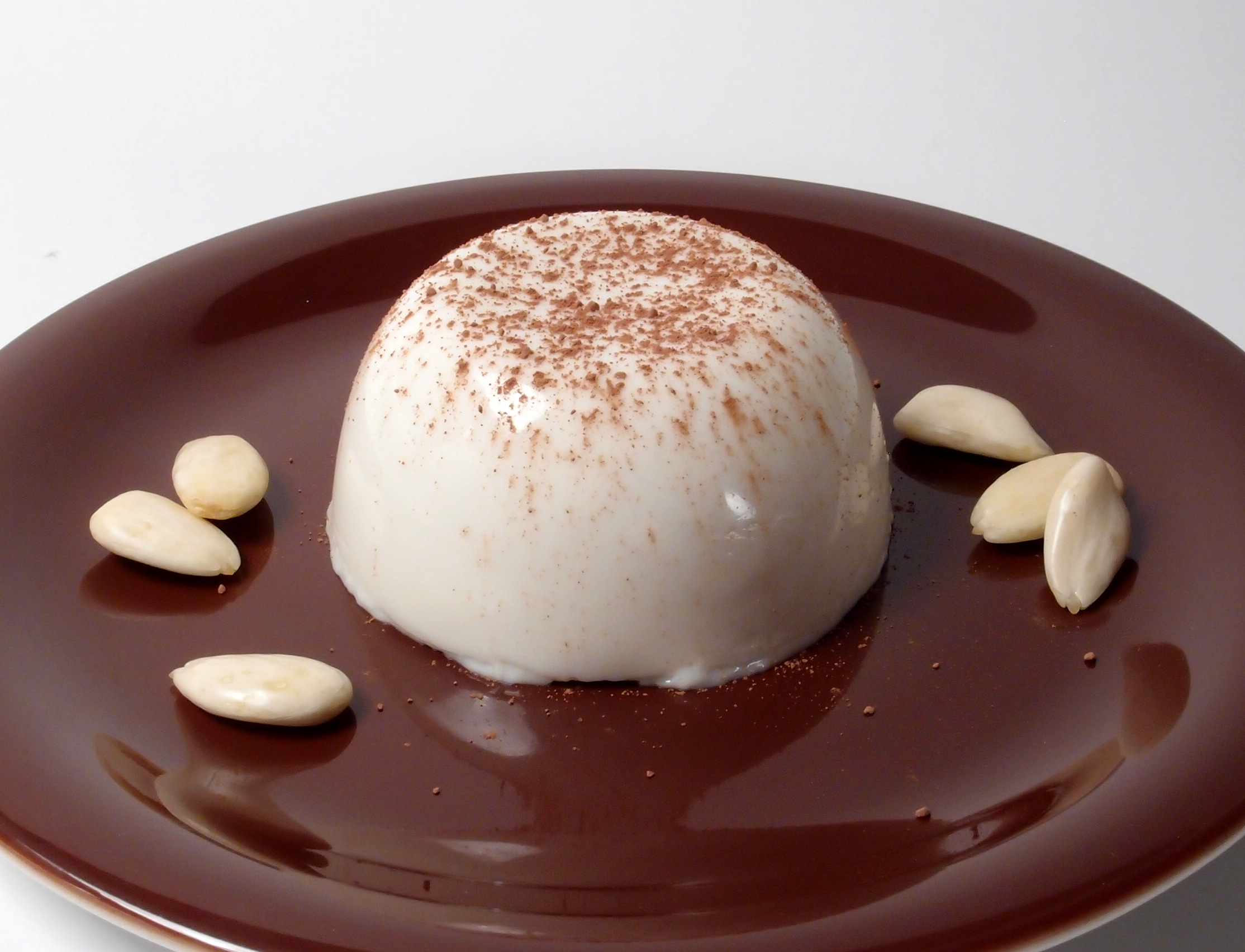
「牛乳の葛餅」の原型と考えられているブラン・マンジェ

著書に『婦人世界』の連載を単行本にまとめて出版された『弦齋夫人の料理談』シリーズ（全4編）がある。同書は、月ごとに「松茸は如何に択ぶべきか」「大根は如何なる効があるか」といった記者からの問いに村井多嘉子が答える形で構成された。質問者はあくまで「一記者」とされているが、弦斎の自筆の原稿が一部残っており、少なくとも記事のいくつかは弦斎が一記者となって書いたものとされる。
例えば、当時まだ新しい食品だった牛乳に関する「牛乳は如何に料理すべきか」という問いに対しては、夏の料理として牛乳の葛餅（フランスのブラン・マンジェのアレンジと考えられる）や牛乳羹が紹介されている。料理のレシピ以外にも「朝食はこうあるべき」といった食事の心得も盛り込まれ、食育の重要性も説かれた。1909年に刊行された第2編では、「弁当料理は如何にすべきか」「学校通ひの弁当は如何にするか」などの問いで子供の弁当のあり方を取り上げ、弁当に適した料理を紹介したほか、腐敗防止のために梅干を入れることや冷めた米飯の上に温かいおかずを置かないようにすることなど独自の見解を述べている。また、1912年刊行の第4編「玄米応用手軽新料理」では、玄米の脚気予防効果を探り、当時の新しい知見の紹介や実験・研究成果の報告をして、日本人の常食調理法を一新することを目的とした玄米食を提唱した。

『弦齋夫人の料理談』には、「桃のフライ」「カスタードのおしるこ」といった100年以上を経てもなお斬新とされうるようなメニューが多数掲載されており、ナタリーによると「レシピ本の走り」とも言われている。大衆料理研究家の小野員裕は、明治・大正・昭和時代の日本のレシピ本を特集した2015年の書籍の中で、明治期のレシピ本の一つとして同書の第2編を取り上げている。特に、小野は『弦齋夫人の料理談』に掲載されたレシピの一つである「牡蠣の玉子酢」を実際に作って食べ、
高級和食店の一品料理としてあってもおかしくない上品で繊細な料理だ。
と評価した。また、卵の殻やレモン油などを使う「冷やし珈琲」のレシピは2018年９月８日に個人ブログで紹介されたことをきっかけにネット等で話題になった。2020年には、バラエティ番組の『タモリ倶楽部』で『弦齋夫人の料理談』が特集され、掲載されたレシピを実際に調理する様子が放送された。同年には、113年ぶりに同書が再刊され、帯には「明治時代の驚愕の美食レシピ」との文言が記された。食文化学者の江原絢子と東四柳祥子は、『食道楽』と『弦齋夫人の料理談』とを比較して両者に全く同じ内容が含まれていることを指摘したうえで、
『食道楽』成立のいわば裏方を担った多嘉子の実際的な解説は、同じ内容でも読む人には新鮮味があったのかもしれない。
としている。
第4編で扱われた玄米研究については、いまだ脚気の原因がビタミン不足にあることが分かっていない時代に玄米に着目して研究していたことを丸島が指摘し、「先進的な取り組みであった」と評価している。
書籍の構成面については、小野が「口語文による記者との問答集になっているのが実にユニークだ」と評している。このような対談形式での進行については、2020年に実業之日本社から再刊された際の著者略歴によれば、現在のテレビ料理番組の構成の基礎になったとされている。

### 割烹着の考案

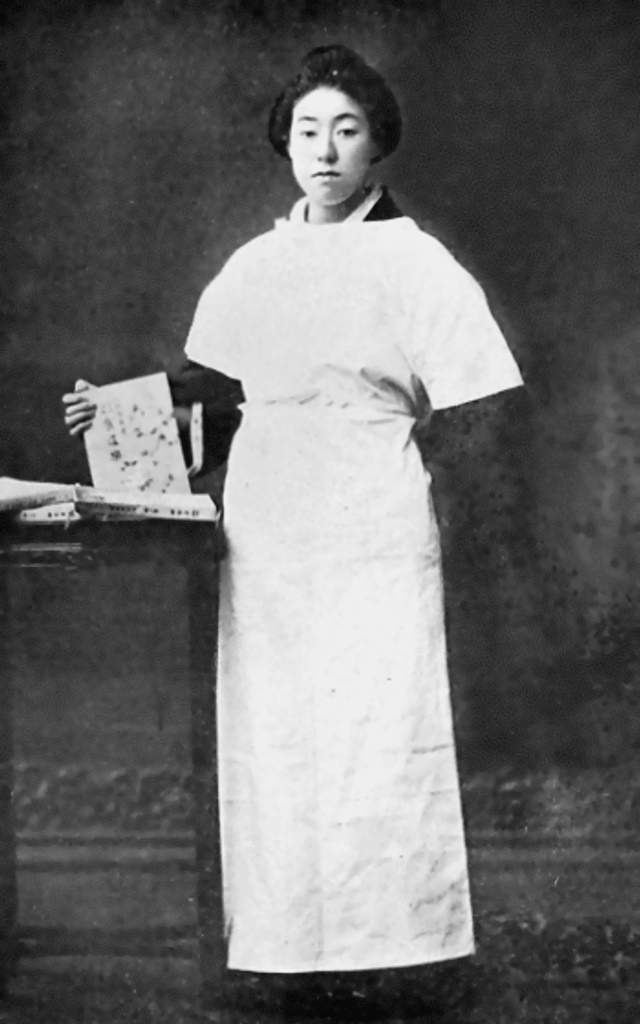
自身で考案した割烹着を着た村井多嘉子

このほか、その起源には諸説があるが、一説には割烹着の考案者としても知られている。医師の加藤時次郎が着用していた外科服などから着想を得て、従来、女性が着物を着て家事をするときに邪魔になっていたたもとを筒袖を使って解消したのが始まりである。
こうして考案された割烹着は、1906年に雑誌『月刊食道楽』や『婦人世界』誌上で発表された。『月刊食道楽』では「音羽嬢式台所上衣」、『婦人世界』では「弦斎式料理服」という名称が使われ、割烹着の作り方が解説された。また、村井多嘉子自身も割烹着を着て『食道楽』の続編の口絵に登場している。
割烹着は和服をすっぽりと覆うことができ、社会学者の石田あゆうによれば、衛生面に気を配った料理を促進し、国民の健康維持に貢献するものとされていた。

## 著書
- 石塚月亭 編『弦齋夫人の料理談』 第1編、実業之日本社、1907年8月10日。doi:10.11501/849018。
  - 『弦齋夫人の料理談』実業之日本社、2020年6月1日。ISBN 978-4-408-33938-2。没後に1907年出版の第1編を原書に忠実に復刻して出版されたもの[90]。
- 石塚月亭 編『弦齋夫人の料理談』 第2編、実業之日本社、1909年1月28日。doi:10.11501/849019。
- 石塚月亭 編『弦齋夫人の料理談』 第3編、実業之日本社、1910年2月2日。doi:10.11501/849020。
- 石塚月亭 編『弦齋夫人の料理談』 第4編 玄米応用手軽新料理、実業之日本社、1912年1月15日。doi:10.11501/849021。
- 『一年間のお惣菜』衆人社、1930年1月10日。doi:10.11501/1028904。
  - 村井米子 編『台所歳時記』新人物往来社、1977年8月10日。ISBN 978-4-404-00826-8。没後に娘の米子の編集で『一年間のお惣菜』を改題して出版されたもの[44]。
- 『栄養と経済を主としたる手軽なお弁当の作り方』北斗書房、1937年7月15日。doi:10.11501/1029656。
  - 村井米子 編『お弁当料理』新人物往来社、1978年2月20日。ISBN 978-4-404-00871-8。没後に娘の米子の編集で『栄養と経済を主としたる手軽なお弁当の作り方』を改題して出版されたもの[44]。

## 家族・親戚
- 岩崎弥太郎 - 叔母の養父[6]。三菱財閥創業者。
- 大隈重信 - 従伯父[3]。政治家、早稲田大学創立者。
- 井上竹次郎 - 叔父[6]。歌舞伎座経営者。
- 後藤象二郎 - 叔父[4]。武士、政治家。
- 村井弦斎 - 夫[3]。ジャーナリスト、小説家。
- 村井米子 - 娘[18]。登山家、エッセイスト。

|          |          |          |          | 曾祖父母 |          |  |  |          |          |          |          |          |          |  |  |            |            |            |            |            |            |  |  |            |            |            |            |            |            |  |  |          |          |            |            |            |            |            |            |            |            |            |            |            |            |  |  |  |  |  |  |  |  |  |  |  |  |  |  |  |  |  |  |  |  |  |  |  |  |
|          |          |          |          |          |          |  |  |          |          |          |          |          |          |  |  |            |            |            |            |            |            |  |  |            |            |            |            |            |            |  |  |          |          |            |            |            |            |            |            |            |            |            |            |            |            |  |  |  |  |  |  |  |  |  |  |  |  |  |  |  |  |  |  |  |  |  |  |  |  |
|          |          |          |          |          |          |  |  |          |          |          |          |          |          |  |  |            |            |            |            |            |            |  |  |            |            |            |            |            |            |  |  |          |          |            |            |            |            |            |            |            |            |            |            |            |            |  |  |  |  |  |  |  |  |  |  |  |  |  |  |  |  |  |  |  |  |  |  |  |  |
| 大伯母   | 大伯母   | 大伯母   | 大伯母   | 大伯母   | 大伯母   |  |  | 祖母     | 祖母     | 祖母     | 祖母     | 祖母     | 祖母     |  |  |            |            |            |            |            |            |  |  | 祖父母     | 祖父母     | 祖父母     | 祖父母     | 祖父母     | 祖父母     |  |  |          |          | 岩崎弥太郎 | 岩崎弥太郎 | 岩崎弥太郎 | 岩崎弥太郎 | 岩崎弥太郎 | 岩崎弥太郎 |            |            |            |            |            |            |  |  |  |  |  |  |  |  |  |  |  |  |  |  |  |  |  |  |  |  |  |  |  |  |
| 大伯母   | 大伯母   | 大伯母   | 大伯母   | 大伯母   | 大伯母   |  |  | 祖母     | 祖母     | 祖母     | 祖母     | 祖母     | 祖母     |  |  |            |            |            |            |            |            |  |  | 祖父母     | 祖父母     | 祖父母     | 祖父母     | 祖父母     | 祖父母     |  |  |          |          | 岩崎弥太郎 | 岩崎弥太郎 | 岩崎弥太郎 | 岩崎弥太郎 | 岩崎弥太郎 | 岩崎弥太郎 |            |            |            |            |            |            |  |  |  |  |  |  |  |  |  |  |  |  |  |  |  |  |  |  |  |  |  |  |  |  |
|          |          |          |          |          |          |  |  |          |          |          |          |          |          |  |  |            |            |            |            |            |            |  |  |            |            |            |            |            |            |  |  |          |          |            |            |            |            |            |            |            |            |            |            |            |            |  |  |  |  |  |  |  |  |  |  |  |  |  |  |  |  |  |  |  |  |  |  |  |  |
| 大隈重信 | 大隈重信 | 大隈重信 | 大隈重信 | 大隈重信 | 大隈重信 |  |  | 尾崎宇作 | 尾崎宇作 | 尾崎宇作 | 尾崎宇作 | 尾崎宇作 | 尾崎宇作 |  |  | 尾崎峯子   | 尾崎峯子   | 尾崎峯子   | 尾崎峯子   | 尾崎峯子   | 尾崎峯子   |  |  | 井上竹次郎 | 井上竹次郎 | 井上竹次郎 | 井上竹次郎 | 井上竹次郎 | 井上竹次郎 |  |  | 後藤雪子 | 後藤雪子 | 後藤雪子   | 後藤雪子   | 後藤雪子   | 後藤雪子   |            |            | 後藤象二郎 | 後藤象二郎 | 後藤象二郎 | 後藤象二郎 | 後藤象二郎 | 後藤象二郎 |  |  |  |  |  |  |  |  |  |  |  |  |  |  |  |  |  |  |  |  |  |  |  |  |
| 大隈重信 | 大隈重信 | 大隈重信 | 大隈重信 | 大隈重信 | 大隈重信 |  |  | 尾崎宇作 | 尾崎宇作 | 尾崎宇作 | 尾崎宇作 | 尾崎宇作 | 尾崎宇作 |  |  | 尾崎峯子   | 尾崎峯子   | 尾崎峯子   | 尾崎峯子   | 尾崎峯子   | 尾崎峯子   |  |  | 井上竹次郎 | 井上竹次郎 | 井上竹次郎 | 井上竹次郎 | 井上竹次郎 | 井上竹次郎 |  |  | 後藤雪子 | 後藤雪子 | 後藤雪子   | 後藤雪子   | 後藤雪子   | 後藤雪子   |            |            | 後藤象二郎 | 後藤象二郎 | 後藤象二郎 | 後藤象二郎 | 後藤象二郎 | 後藤象二郎 |  |  |  |  |  |  |  |  |  |  |  |  |  |  |  |  |  |  |  |  |  |  |  |  |
|          |          |          |          |          |          |  |  |          |          |          |          |          |          |  |  |            |            |            |            |            |            |  |  |            |            |            |            |            |            |  |  |          |          |            |            |            |            |            |            |            |            |            |            |            |            |  |  |  |  |  |  |  |  |  |  |  |  |  |  |  |  |  |  |  |  |  |  |  |  |
|          |          |          |          |          |          |  |  |          |          |          |          |          |          |  |  |            |            |            |            |            |            |  |  |            |            |            |            |            |            |  |  |          |          |            |            |            |            |            |            |            |            |            |            |            |            |  |  |  |  |  |  |  |  |  |  |  |  |  |  |  |  |  |  |  |  |  |  |  |  |
|          |          |          |          |          |          |  |  | 兄2人    | 兄2人    | 兄2人    | 兄2人    | 兄2人    | 兄2人    |  |  | 村井多嘉子 | 村井多嘉子 | 村井多嘉子 | 村井多嘉子 | 村井多嘉子 | 村井多嘉子 |  |  | 村井弦斎   | 村井弦斎   | 村井弦斎   | 村井弦斎   | 村井弦斎   | 村井弦斎   |  |  |          |          |            |            |            |            |            |            |            |            |            |            |            |            |  |  |  |  |  |  |  |  |  |  |  |  |  |  |  |  |  |  |  |  |  |  |  |  |
|          |          |          |          |          |          |  |  | 兄2人    | 兄2人    | 兄2人    | 兄2人    | 兄2人    | 兄2人    |  |  | 村井多嘉子 | 村井多嘉子 | 村井多嘉子 | 村井多嘉子 | 村井多嘉子 | 村井多嘉子 |  |  | 村井弦斎   | 村井弦斎   | 村井弦斎   | 村井弦斎   | 村井弦斎   | 村井弦斎   |  |  |          |          |            |            |            |            |            |            |            |            |            |            |            |            |  |  |  |  |  |  |  |  |  |  |  |  |  |  |  |  |  |  |  |  |  |  |  |  |
|          |          |          |          |          |          |  |  |          |          |          |          |          |          |  |  |            |            |            |            |            |            |  |  |            |            |            |            |            |            |  |  |          |          |            |            |            |            |            |            |            |            |            |            |            |            |  |  |  |  |  |  |  |  |  |  |  |  |  |  |  |  |  |  |  |  |  |  |  |  |
|          |          |          |          |          |          |  |  |          |          |          |          |          |          |  |  |            |            |            |            |            |            |  |  |            |            |            |            |            |            |  |  |          |          |            |            |            |            |            |            |            |            |            |            |            |            |  |  |  |  |  |  |  |  |  |  |  |  |  |  |  |  |  |  |  |  |  |  |  |  |
|          |          |          |          |          |          |  |  |          |          |          |          |          |          |  |  | 村井米子   | 村井米子   | 村井米子   | 村井米子   | 村井米子   | 村井米子   |  |  | ほか子5人  | ほか子5人  | ほか子5人  | ほか子5人  | ほか子5人  | ほか子5人  |  |  |          |          |            |            |            |            |            |            |            |            |            |            |            |            |  |  |  |  |  |  |  |  |  |  |  |  |  |  |  |  |  |  |  |  |  |  |  |  |